# WD 1856+534
WD 1856+534是位於天龍座的一顆白矮星。它距離地球25秒差距（80光年），是可見的三合星系統，其組成內有一對紅矮星。這顆白矮星的大氣層光譜缺乏強的光學吸收或發射譜線，呈現無特徵的吸收光譜。其有效溫度為4,700 K（4,430 °C；8,000 °F），對應的年齡為58億年。WD 1856+534的質量約為太陽的一半，而其半徑小得多，只比地球大40%。

## 行星系統
這顆白矮星有一顆系外行星，WD 1856b在軌道上環繞著它。這顆系外行星是凌日系外行星巡天衛星（TESS）通過凌日法在2019年7月至8月間探測到的。在2020年對凌日數據的分析表明，它是一顆類木星的巨行星，其半徑超過地球的10倍，與母恆星的軌道距離為0.02天文單位（AU），軌道週期只有繞行太陽之水星的60分之一。這顆系外行星與白矮星的距離出人意料之外的接近，它一定是在宿主恆星從紅巨星演化成為白矮星後，才從外向內遷徙，否則它就會被它的母恆星吞沒。此移轉可能與WD 1856+534屬於三合星系統有關：白矮星極其行星與其遙遠的同伴G229-20有引力關係，而G229-20本身是兩顆紅矮星的聯星系統。與伴星引力的相互作用可能通過古在機制觸發了行星遷徙，類似於一些熱木星遷徙的方式。另一種假設是，這顆行星經歷並承受住了共有包層的階段。在後一種情況下，之前被吞噬的一些行星，可能有助於驅散恆星的包層
。
| 成員 (依恆星距離) | 质量     | 半長軸 (AU)   | 轨道周期 (天) | 離心率 | 傾角          | 半径        |
| ----------------- | -------- | ------------- | ------------- | ------ | ------------- | ----------- |
| WD 1856+534 b     | <13.8 MJ | 0.0204±0.0012 | —             | ~0     | 88.778±0.059° | 10.4±1.0 R⊕ |

## 外部連結
- NASA Missions Spy First Possible ‘Survivor’ Planet Hugging White Dwarf Star （页面存档备份，存于）, Sean Potter, NASA, 16 September 2020
- Planet discovered transiting a dead star （页面存档备份，存于）, Steven Parsons, Nature News and Views, 16 September 2020